# Turniej o Koronę Bolesława Chrobrego – Pierwszego Króla Polski 2012

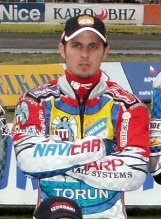
Ryan Sullivan wygrał piąty turniej Bolesława Chrobrego w Gnieźnie

V Turniej o Koronę Bolesława Chrobrego – Pierwszego Króla Polski odbył się 2 czerwca 2012. Turniej wygrał Australijczyk Ryan Sullivan.

## Wyniki
- 2 czerwca 2012 (sobota), Gniezno
- Widzów - 8.500
- NCD - 62,83 s. Emil Sajfutdinow
- Sędzia - Leszek Demski z Ostrowa Wielkopolskiego

| Msc. | Zawodnik               | Klub                 | Pkt  |             |  |
| ---- | ---------------------- | -------------------- | ---- | ----------- |  |
| 1    | Ryan Sullivan          | Unibax Toruń         | 10+3 | (3,3,0,1,3) |  |
| 2    | Emil Sajfutdinow       | Polonia Bydgoszcz    | 14+2 | (2,3,3,3,3) |  |
| 3    | Martin Vaculík         | Azoty Tauron Tarnów  | 10+1 | (2,2,3,0,3) |  |
| 4    | Tomasz Gollob          | Stal Gorzów Wlkp.    | 12+d | (3,2,2,3,2) |  |
| 5    | Piotr Protasiewicz     | Falubaz Zielona Góra | 10   | (1,1,2,3,3) |  |
| 6    | Greg Hancock           | Azoty Tauron Tarnów  | 9    | (3,0,1,3,2) |  |
| 7    | Antonio Lindbäck       | Start Gniezno        | 9    | (3,2,2,1,1) |  |
| 8    | Jason Crump            | PGE Marma Rzeszów    | 8    | (2,3,0,2,1) |  |
| 9    | Krzysztof Buczkowski   | Polonia Bydgoszcz    | 8    | (1,2,3,1,1) |  |
| 10   | Damian Baliński        | Unia Leszno          | 7    | (1,3,2,1,0) |  |
| 11   | Bjarne Pedersen        | Start Gniezno        | 5    | (0,1,0,2,2) |  |
| 12   | Kacper Gomólski        | Azoty Tauron Tarnów  | 4    | (0,1,1,2,0) |  |
| 13   | Magnus Zetterström     | Start Gniezno        | 4    | (d,1,1,0,2) |  |
| 14   | Krzysztof Kasprzak     | Stal Gorzów Wlkp.    | 4    | (t,0,1,2,1) |  |
| 15   | Jonas Davidsson        | Falubaz Zielona Góra | 3    | (0,0,3,0,0) |  |
| 16   | Adam Skórnicki         | Start Gniezno        | 2    | (2,0,0,0,0) |  |
|      | rez. Maciej Fajfer     | Start Gniezno        | 1    | (1)         |  |
|      | rez. Wojciech Lisiecki | Start Gniezno        | ns   |             |  |

Bieg po biegu:
1. (65,05) Gollob, Sajfutdinow, Protasiewicz, Pedersen
2. (64,50) Hancock, Skórnicki, Fajfer (Kasprzak - t), Davidsson
3. (64,19) Linndbaeck, Vaculik, Buczkowski, Gomólski
4. (64,56) Sullivan, Crump, Baliński, Zetterstroem (d/start)
5. (62,98) Crump, Gollob, Gomólski, Hancock
6. (63,05) Baliński, Lindbaeck, Protasiewicz, Skórnicki
7. (63,51) Sullivan, Buczkowski, Pedersen, Kasprzak
8. (62,83) Sajfutdinow, Vaculik, Zetterstroem, Davidsson
9. (62,98) Buczkowski, Gollob, Zetterstroem, Skórnicki
10. (63,43) Vaculik, Protasiewicz, Hancock, Sullivan
11. (64,19) Davidsson, Baliński, Gomólski, Pedersen
12. (63,81) Sajfutdinow, Lindbaeck, Kasprzak, Crump
13. (64,26) Gollob, Kasprzak, Baliński, Vaculik
14. (64,42) Protasiewicz, Crump, Buczkowski, Davidsson
15. (65,09) Hancock, Pedersen, Lindabeck, Zetterstroem
16. (64,73) Sajfutdinow, Gomólski, Sullivan, Skórnicki
17. (65,25) Sullivan, Gollob, Lindabeck, Davidsson
18. (65,40) Protasiewicz, Zetterstroem, Kasprzak, Gomólski
19. (65,24) Vaculik, Pedersen, Crump, Skórnicki
20. (65,40) Sajfutdinow, Hancock, Buczkowski, Baliński
21. FINAŁ: (65,93) Sullivan, Sajfutdinow, Vaculik, Gollob (d4)